# До свиданья, мистер Чипс
«До свидания, мистер Чипс» (англ. Goodbye, Mr. Chips) — кинофильм режиссёра Сэма Вуда, вышедший на экраны в 1939 году. Экранизация одноимённого романа Джеймса Хилтона. Лента попала на 72-е место в списке 100 лучших британских фильмов за 100 лет по версии BFI.

## Сюжет
Действие происходит в одном из городков викторианской Англии, куда приезжает новый учитель — мистер Чиппинг. На протяжении фильма старый учитель, которого все называют мистером Чипсом, вспоминает свою долгую жизнь и многолетнюю преподавательскую карьеру в школе-интернате для мальчиков. Он выучил несколько поколений ребятишек, помнил всех своих учеников, ставших для него настоящей семьёй, а также женитьбу, которая перевернула всю его жизнь. Он немного неуклюж, ученики частенько над ним смеются, но потом проникаются его искренностью и любовью к своему делу.
Сюжет охватывает период с 1870 до начала 1930-х годов.

## В ролях
- Роберт Донат — мистер Чиппинг («Чипс»)
- Грир Гарсон — Кэтрин, жена Чипса
- Терри Килбёрн — ученик Колли (разных поколений)
- Джон Миллс — Питер Колли
- Пол Хенрейд — Макс Штефель, учитель немецкого
- Джудит Фёрс — Флора
- Лин Хардинг — Уэзерби, директор школы
- Остин Тревор — Ролстон

## Критика
В мае 1939 года критик The New York Times Фрэнк Ньюджент похвалил адаптацию, особенно отметив выступления Доната и Гарсона.
В декабре 1939 года журнал Variety охарактеризовал фильм как «очаровательный, причудливо утонченный рассказ о жизни школьного учителя, подчеркнутый замечательной игрой Роберта Доната... Персонаж, которого он изображает, создает кровоток для картины, которая делает ее интенсивно живой».

## Награды и номинации
- 2019 — участие в программе дебютного Каннского кинофестиваля 1939, который был прерван и не состоялся в связи с началом Второй мировой войны[3].
- 1939 — попадание в десятку лучших фильмов года по версии Национального совета кинокритиков США.
- 1939 — третья премия Нью-Йоркского общества кинокритиков в категории «лучший актёр» (Роберт Донат).
- 1940 — премия «Оскар» за лучшую мужскую роль (Роберт Донат), а также 6 номинаций: лучший фильм, лучший режиссёр (Сэм Вуд), лучший сценарий (Р. С. Шеррифф, Клодин Уэст, Эрик Машвиц), лучшая женская роль (Григ Гарсон), лучший монтаж (Чарльз Френд), лучшая запись звука (А. У. Уоткинс).

## Другие экранизации
Музыкальная экранизация романа Джеймса Хилтона была осуществлена в 1969 году режиссёром Гербертом Россом. Главную роль в ней исполнил Питер О’Тул, который получил за свою работу премию «Золотой глобус». Кроме того, по данной книге в 1984 году был снят сериал (производство BBC), а в 2002 году — телевизионный фильм.